# Bixad (Covasna)
Bixad é uma comuna romena localizada no distrito de Covasna, na região histórica da Transilvânia. A comuna possui uma área de 60.57 km² e sua população era de 1929 habitantes segundo o censo de 2007.